# Inimicus smirnovi
Inimicus smirnovi är en fiskart som beskrevs av Mandrytsa, 1990. Inimicus smirnovi ingår i släktet Inimicus och familjen Synanceiidae. Inga underarter finns listade i Catalogue of Life.